# Miriam Tlali
Miriam Masoli Tlali [ˈtlɑdi] (Doornfontein, Johannesbourg, 11 novembre 1933 et morte le 24 février 2017) est une femme de lettres sud-africaine. Elle fut la première femme noire à publier un roman dans son pays, Muriel at Metropolitan, en 1979,.

## Biographie
Elle naquit à Johannesbourg et étudia à l'école anglicane de St Cyprian et à la Madibane High School. Puis, elle commença des études universitaires à l'Université du Witwatersrand jusqu'à ce que ce centre éducatif fut interdit pour les noirs pendant l'apartheid et à l'Université nationale du Lesotho, à Roma, Lesotho, où elle ne put pas suivre ses études à cause de problèmes économiques,.

## Prix
- 2005: South African Lifetime Achievement Literary Award
- 2008: Order of Ikhamanga en argent

## Œuvre
- 1979: Between Two Worlds, Longman African Classics (Muriel at Metropolitan)
- 1980: Amandla!, Ravan Press
- 1984: Mihloti, Skotaville Press
- 1989: Soweto Stories, Pandora Press